# امنات چاروین

نقشهٔ تایلند و جایگاه استان امنات چاروئن.

استان امنات چاروئن یا امنات چاروین یکی از استانهای کشور تایلند است. مساحت آن ۳۱۶۱ کیلومترمربع می‌باشد. جمعیت این استان در سال ۲۰۰۰ بالغ بر ۳۶۰۰۰۰ نفر برآورد شده‌است.
استان امنات چاروئن از نظر تقسیمات کشوری بخشی از ناحیه شمال خاوری تایلند به حساب می‌آید. مرکز این استان شهر امنات چاروئن است.